# Élections sénatoriales françaises de 1992
Cet article présente un résumé des résultats des élections sénatoriales françaises de 1992 qui ont eu lieu le 27 septembre 1992.

## Résultats

### Sièges par groupe
|                        |                                                                                       |        |  |  |  |  |
| Groupes parlementaires | Groupes parlementaires                                                                | Sièges |  |  |  |  |
|                        | Groupe du Rassemblement pour la République (RPR)                                      | 90     |  |  |  |  |
|                        | Groupe socialiste (SOC)                                                               | 70     |  |  |  |  |
|                        | Groupe Union centriste (UC)                                                           | 66     |  |  |  |  |
|                        | Groupe de l'Union des Républicains et des Indépendants (UREI)                         | 47     |  |  |  |  |
|                        | Groupe du Rassemblement démocratique européen (RDE)                                   | 23     |  |  |  |  |
|                        | Groupe communiste (COM)                                                               | 15     |  |  |  |  |
|                        | Réunion administrative des sénateurs ne figurant sur la liste d'aucun groupe (RASNAG) | 10     |  |  |  |  |
|                        |                                                                                       |        |  |  |  |  |
| Total                  | Total                                                                                 | 321    |  |  |  |  |

## Président du Sénat
Pressenti pour succéder à Alain Poher, Jean Lecanuet, qui se sait malade, renonce à se présenter. René Monory est élu le 2 octobre 1992.
| Candidat             | Candidat             | Département d’élection | Parti                | Voix | %     | Voix | %     |
| -------------------- | -------------------- | ---------------------- | -------------------- | ---- | ----- | ---- | ----- |
|                      | René Monory          | Vienne                 | UC                   | 125  | 39,68 | 200  | 68,49 |
|                      | Charles Pasqua       | Hauts-de-Seine         | RPR                  | 102  | 32,38 |      |       |
|                      | Claude Estier        | Paris                  | SOC                  | 72   | 22,86 | 76   | 26,03 |
|                      | Robert Vizet         | Essonne                | COM                  | 15   | 4,76  | 16   | 5,48  |
|                      | Christian Poncelet*  | Vosges                 | RPR                  | 1    | 0,32  |      |       |
|                      |                      |                        |                      |      |       |      |       |
| Votes exprimés       | Votes exprimés       | Votes exprimés         | Votes exprimés       | 315  | 98,44 | 292  | 91,25 |
| Votes blancs ou nuls | Votes blancs ou nuls | Votes blancs ou nuls   | Votes blancs ou nuls | 5    | 1,56  | 28   | 8,75  |
| Votants              | Votants              | Votants                | Votants              | 320  | 100   | 320  | 100   |
| * Non candidat       |                      |                        |                      |      |       |      |       |